# مالكابور (أكولا)
مالكابور هي مدينة تعداد في منطقة أكولا في ولاية ماهاراشترا الهندية .

## التركيبة السكانية
اعتبارًا من تعداد الهند لعام 2001 ،  كان عدد سكان مالكابور 12486 نسمة. يشكل الذكور 51٪ من السكان والإناث 49٪. يبلغ متوسط معدل معرفة القراءة والكتابة في مالكابور 79٪ ، وهو أعلى من المعدل الوطني البالغ 59.5٪: يبلغ معدل معرفة القراءة والكتابة لدى الذكور 84٪ ، ومحو الأمية لدى الإناث 74٪. في مالكابور ، 12٪ من السكان تقل أعمارهم عن 6 سنوات.